# Dendrocoelum hankoi
Dendrocoelum hankoi is een platworm (Platyhelminthes). De worm is tweeslachtig. De soort leeft in of nabij zoet water.
Het geslacht Dendrocoelum, waarin de platworm wordt geplaatst, wordt tot de familie Dendrocoelidae gerekend. De wetenschappelijke naam van de soort werd, als Dendrocoelides hankoi, voor het eerst geldig gepubliceerd in 1927 door Gelei.